# Повстання трьох графів
«Повстання трьох графів» (англ. Revolt of the Earls; 1075 року) — повстання Вальтеофа, графа Нортумбрії, Ральфа, графа Східної Англії та Роджера, графа Герефорду, проти англійського короля Вільгельма Завойовника у 1075 році. Цей заколот іноді розглядається як остання спроба англосаксонського спротиву нормандському завоюванню Англії.

## Причини
Мотиви виступу трьох графів проти короля Вільгельма недостатньо зрозумілі. Існують відомості, що у володіннях Роджера, графа Герефорду, безпосередньо перед повстанням було проведено засідання королівського шерифського суду, що, можливо, було сприйнято Роджером як замах з боку центральної влади на його феодальні права й судові привілеї. Причини повстання Вальтеофа і Ральфа ще більш не зрозумілі. За легендою, король Вільгельм відмовився дати згоду на шлюб графа Ральфа й Емми Герефордської, сестри Роджера. Однак Англосаксонський часопис, джерело, за часом найближче до цих подій, повідомляє, що Емму дав за дружину Ральфу саме король Вільгельм. Участь Вальтеофа у заколоті надало йому забарвлення англосаксонського повстання, оскільки Вальтеоф був останнім англосаксом, що залишався на чолі провінційного управління після нормандського завоювання. Тому деякі історики шукають причини повстання у продовженні боротьби англосаксів проти нормандських загарбників. Однак очевидно, що звичайне населення Англії не приєдналось до виступу графів, та, більше того, багато англосаксів взяли участь у придушенні цього заколоту. Таким чином, повстання графів може розглядатись виключно як їхня особиста справа, досить слабко пов'язана з реакцією англосаксів проти правління Вільгельма Завойовника.

## Перебіг повстання
Угода про заколот, ймовірно, була укладена між трьома графами у часи святкування весілля Ральфа й Емми Герефордської на початку 1075 року. У цей час король Вільгельм перебував у Нормандії, беручи участь в кампаніях проти Бретані. Ініціатором, ймовірно, був граф Ральф, який сам був одним з крупних бретонських баронів й міг забезпечити призов дрібних бретонських лицарів до армії заколотників. Можливо також, що організатори заколоту звернулись за підтримкою до короля Данії, що мав претензії на англійський престол та неодноразово допомагав англосаксам у боротьбі проти нормандського завоювання. Однак у Данії у цей час спалахнула боротьба за спадщину Свена Естрідсена, який помер у 1074 році, що не дозволило скандинавському флоту вчасно прибути до берегів Англії.
Щойно розпочавшись, заколот трьох графів швидко зазнав поразки. Війська Роджера, що намагались проникнути до Середньої Англії, були зупинені на Северні вустерширським ополченням (фірдом), на чолі якого стояв Вульфстан, останній англосаксонський єпископ Вустера. Проти загонів Ральфа виступили крупні військові з'єднання найближчих соратників короля Вільгельма, яким було доручено управління Англією за відсутності останнього, — Одо, єпископа Байо, і Жоффруа, єпископа Кутанса. Жоффруа навіть наказав відрубати кожному упійманому заколотнику праву ногу. Біля Кембриджа війська єпископів відкинули загони Ральфа, який відступив до Норіджа. Залишивши свою дружину [жінку] обороняти замок, Ральф вирушив у Данію за підкріпленнями. Оборона Норіджа графинею Еммою була єдиною великою військовою операцією під час повстання. Однак невдовзі вона була змушена капітулювати за умови надання їй дозволу залишити Англію. Данський флот, що прибув наприкінці 1075 року, не зміг нічого вдіяти й повернувся назад. Вальтеоф, тим часом, визнавши свою провину, на пораду архієпископа Ланфранка, вирушив до Нормандії благати пробачення у короля Вільгельма.

## Наслідки
Лише графу Ральфу і його дружині вдалось сховатись від переслідувань короля у своїх бретонських володіннях. Роджер був заарештований, засуджений за нормандським феодальним правом до довічного ув'язнення й конфіскації володінь і титулів. Оскільки Вальтеоф був англосаксом, до нього було застосовано англосаксонське право стосовно злочинів проти короля. 31 травня 1076 року його було страчено неподалік від Вінчестера. Вальтеоф таким чином став єдиним англосаксонським ерлом, страченим в результаті нормандського завоювання Англії. Згодом англійська церква визнала в ньому мученика та, за легендою, на його могилі в Кроуленді були зафіксовані чудеса.
Придушення повстання трьох графів мало важливі політичні наслідки для Англії. Були ліквідовані стародавні англосаксонські графства, чиї лідери брали участь у заколоті, — Нортумбрія, Герефорд і Східна Англія. Їх території були розділені на дрібніші утворення. У випадку з Нортумбрією й Герефордом це значно послабило систему захисту шотландського й валлійського кордонів, що змусило королів Англії шукати нових способів організації оборони у цих регіонах країни.